# Сутин, Хаим Соломонович
Ха́им Сутин (фр. Chaïm Soutine, идиш חײם סוטין‎, бел. Хаім Суцін; имя при рождении — Ха́им Соломо́нович Су́тин (идиш חיים סאלאמאנאוויטש סוטין‎, бел. Хаім Саламонавіч Суцін; 13 января 1893, Смиловичи, Минская губерния, Российская империя — 9 августа 1943[…], XVI округ Парижа, Оккупация Франции во Второй мировой войне) — белорусский и французский живописец еврейского происхождения. Один из крупнейших мастеров «Парижской школы».

## Биография
Внешне Сутин был некрасив: сутулый, с короткой шеей, втянутой в плечи, с крупными чертами лица и тяжёлой челюстью, как у деревянной скульптуры, высеченной топором доисторического мастера. Копна жёстких, тёмных волос, постриженных по-крестьянски в кружок, скрывала низкий лоб и большие оттопыренные уши. Выразительные, глубоко посаженные тёмные глаза под набрякшими, покрасневшими веками смотрели исподлобья. У него был толстый нос с узкой переносицей и полные губы, он причмокивал во время разговора, и в уголках большого рта появлялись белые пузырьки. Чудная, искренняя, располагающая улыбка обнажала потемневшие, с жёлтым налётом больные зубы, и так и хотелось упрекнуть его: «Сутин, вы не почистили зубы!» Но более всего поражали его небольшие, изящные и слабые, как у ребёнка, кисти рук. Казалось невероятным, что эти руки могут писать такие мощные полотна.

### Первые годы, переезд в Париж
Родился в 1893 или 1894 году в Смиловичах (ныне Червенский район, Минская область, Беларусь) в бедной еврейской семье и был десятым из одиннадцати детей. Отец работал портным (по другим сведениям, синагогальным служкой). С раннего детства Хаим проявлял любовь к рисунку и живописи.
В 1907 году, чтобы освободиться от влияния семьи (родители не разделяли точку зрения сына относительно будущей карьеры художника) и не изменить своему призванию, Хаим убежал из дома в Минск. Там он посещал рисовальную школу Якова Кругера. В 1909 году Сутин и его друг Михаил Кикоин поехали в Вильно, где записались в Школу изящных искусств. Будущие художники мечтали увидеть Париж.
В июне 1913 года Сутин приехал в Париж, где записался в ателье Фернана Кормона в Академии изящных искусств. Однако Сутин очень быстро поменял слишком «академическую» Академию на посещения Лувра, который становился его настоящим университетом. Здесь он изучал признанные произведения классиков живописи, греческую и египетскую скульптуру, картины Гойи, Эль Греко, Тинторетто, Жана Фуке, Рембрандта, Коро и Шардена. Из современников Сутин больше всего ценил Курбе и Сезанна. Сутин интересовался музыкой и литературой. Среди его любимых авторов были Монтень, Расин, Сенека, Достоевский, Пушкин, Бальзак и Рембо, среди композиторов — Бах и Моцарт.

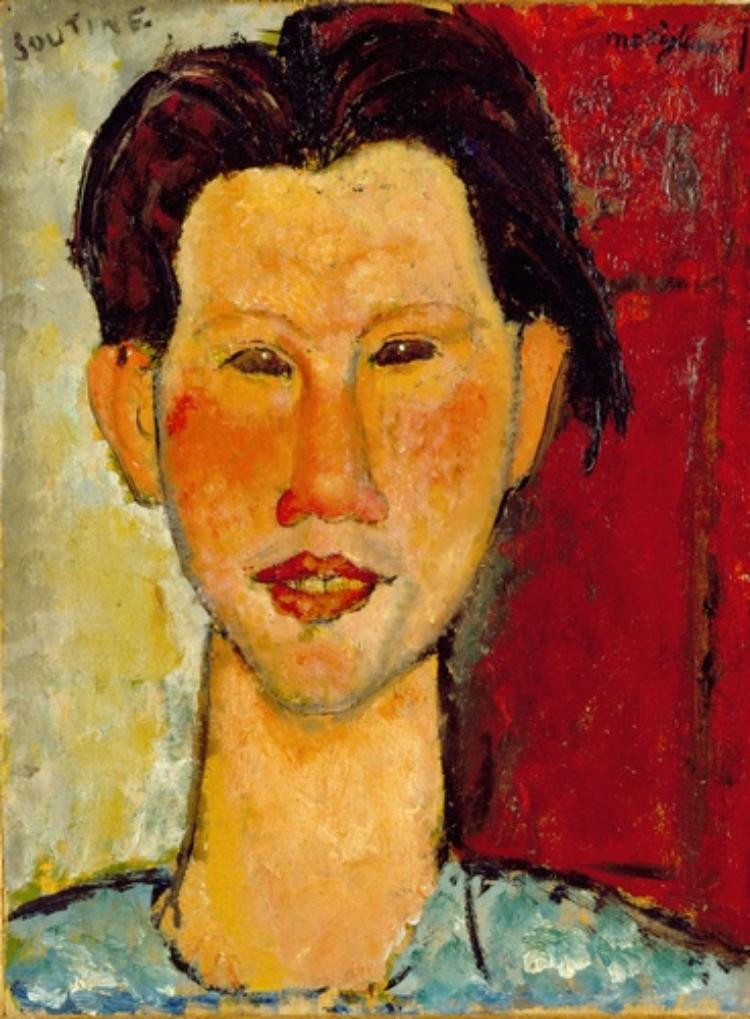
Портрет Сутина работы Модильяни, 1915 год

Первые годы в Париже художник жил в нищете. Перед тем, как переехать на Сите Фальгьер в пятнадцатом округе Парижа, Сутин жил и работал в «Ла Рюш», «Улье», международном общежитии бедных художников на левом берегу Сены, которое было создано в 1902 году скульптором Альфредом Буше. Здесь Сутин познакомился с Леже Емилом, Марком Шагалом, Фернаном Леже, Робером Делоне, скульпторами Константином Брынкуши, Ниной Нисс-Гольдман, Осипом Цадкиным, Анри Лораном, Липшицем и Александром Архипенко. Он встретил, прежде всего, Модильяни, с которым его соединила крепкая, но непродолжительная дружба (из-за преждевременной смерти последнего).

### После Первой мировой войны
В 1918 году Сутин переехал на юг Франции (Ванс, Кан-сюр-Мер и Сере), где остался почти на семь лет. Его впечатляла красота местных пейзажей; три года работал в бешеном темпе. В 1922 году привёз в Париж около 200 написанных работ. Американский коллекционер Альберт Кумс Барнс купил у художника около 50 произведений за сравнительно небольшие деньги (некоторые источники указывают, что миллионер Барнс платил по 50 долларов за картину). В следующем году торговец произведениями искусства Леопольд Зборовский продал много полотен Сутина. Через десять лет после прибытия в Париж он выбрался из нищеты и тратил всё, что зарабатывал.
В 1925 году после лет, проведённых на юге Франции, Сутин вернулся в Париж, где въехал в просторное ателье на улице Мон Сен-Готар, недалеко от площади Данфер-Рошро. Именно здесь он выполнил серию бычьих туш и многочисленные натюрморты с рыбой и птицей.
В 1927 году была организована первая персональная выставка Сутина в одной из парижских галерей. Он познакомится с Марселеном и Мадлен Кастен, которые вслед за Зборовским взяли опеку над художником.
В 1929 году познакомился с историком искусств Эли Фором, который позже напишет первую монографию, посвящённую его творчеству.
В 1935 году произведения художника впервые выставлялись в США в рамках коллективной экспозиции в Чикаго.
В 1937 году была организована выставка 12 картин художника в Государственном музее Пти-Пале в Париже в рамках коллективной выставки «Мастера независимого искусства 1895—1937 гг.» Сутин понакомился с Гердой Грот, немкой, которая скрывалась от нацистского режима; она стала его подругой в последующие три года.
В 1939 году уехал в Йонну недалеко от Парижа. В 1941 году родители художника погибли в Смиловичском гетто. Сам Сутин после неудачных попыток получить право на въезд в США укрылся в пригороде Парижа Шампиньи.
Умер 9 августа 1943 года в оккупированном нацистами Париже. На похоронах за гробом Сутина шло всего несколько ближайших друзей, в том числе Пабло Пикассо и Жан Кокто.
Похоронен в Париже на кладбище Монпарнас. До окончания Второй мировой войны могила оставалась безымянной, затем была сделана табличка с именем и годами жизни «1894—1943», позднее даты были изменены на «1893—1943». В 1960 году в ту же могилу была захоронена Мари-Берт Оранш (фр. Marie-Berthe Aurenche, 1906—1960), подруга Сутина в последние годы жизни.

## Творческое наследие

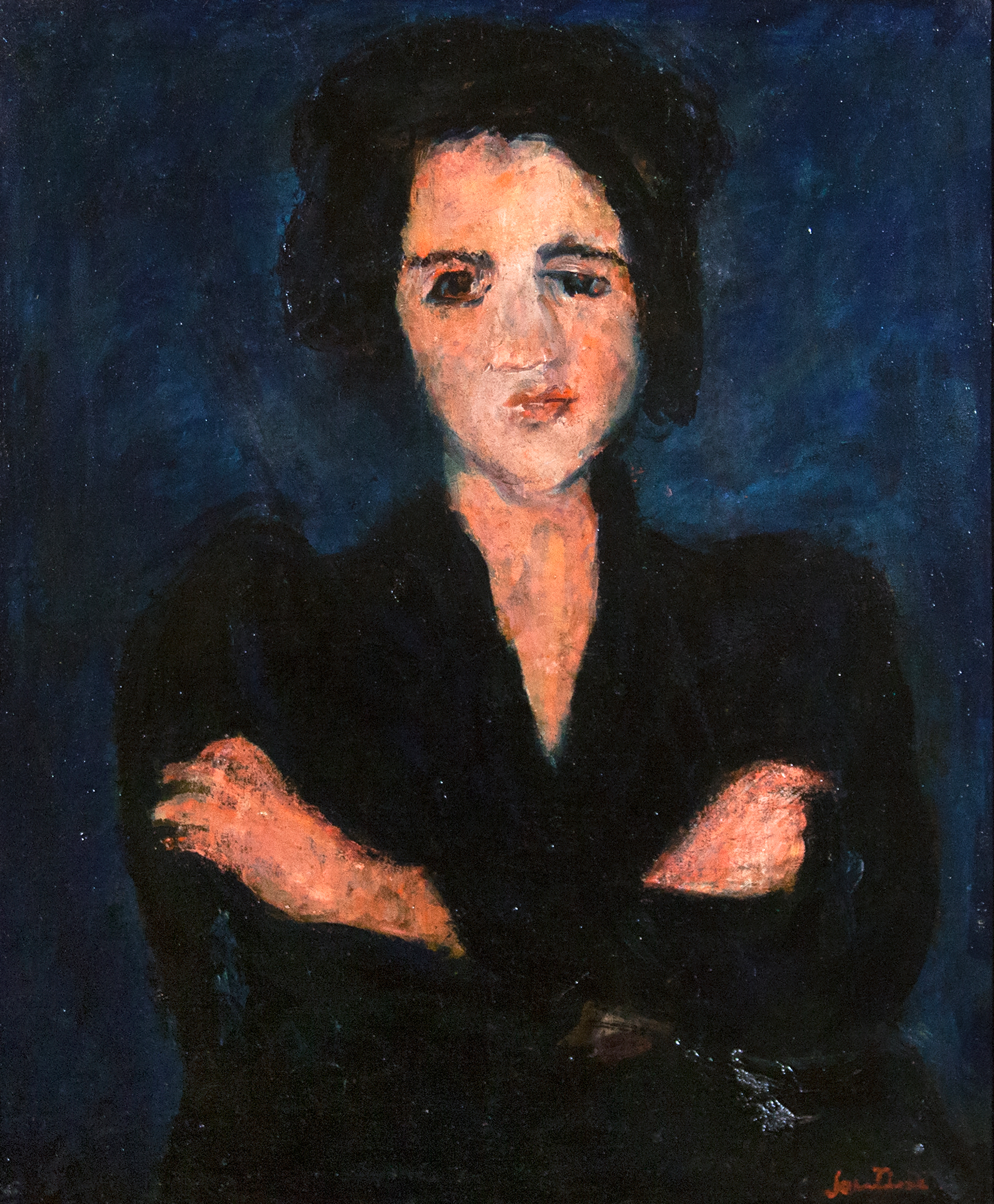
Хаим Сутин, «Ева». Холст, масло. 65x54 см. 1928. Из корпоративной коллекции Белгазпромбанка

Картины Сутина представлены в крупнейших музеях Франции, США, Израиля, Швейцарии. Несколько картин есть в коллекциях музеев России (Эрмитаж), Австрии, Дании, Японии, Великобритании. Большое количество работ находится в частных коллекциях в США, Франции, Японии. Несколько картин Сутина есть в Музее искусства авангарда миллиардера Вячеслава Кантора.
До 2012 года на родине Сутина в Белоруссии не было ни одной его картины. Картина «Большие луга в Шартре» (предположительно — 1934 года) приобретена 8 февраля 2012 года на аукционе «Кристис» за 400 тысяч долларов «Белгазпромбанком».
В 2013 году «Белгазпромбанк» приобрёл на аукционе «Сотбис» картину Сутина «Ева» (продажная цена — 1 805 000 долларов), признанную «самой дорогой картиной в Белоруссии». В 2018 году коллекция пополнилась третьей картиной Сутина, «Уснувшая читательница, Мадлен Кастен».

Портреты Сутина
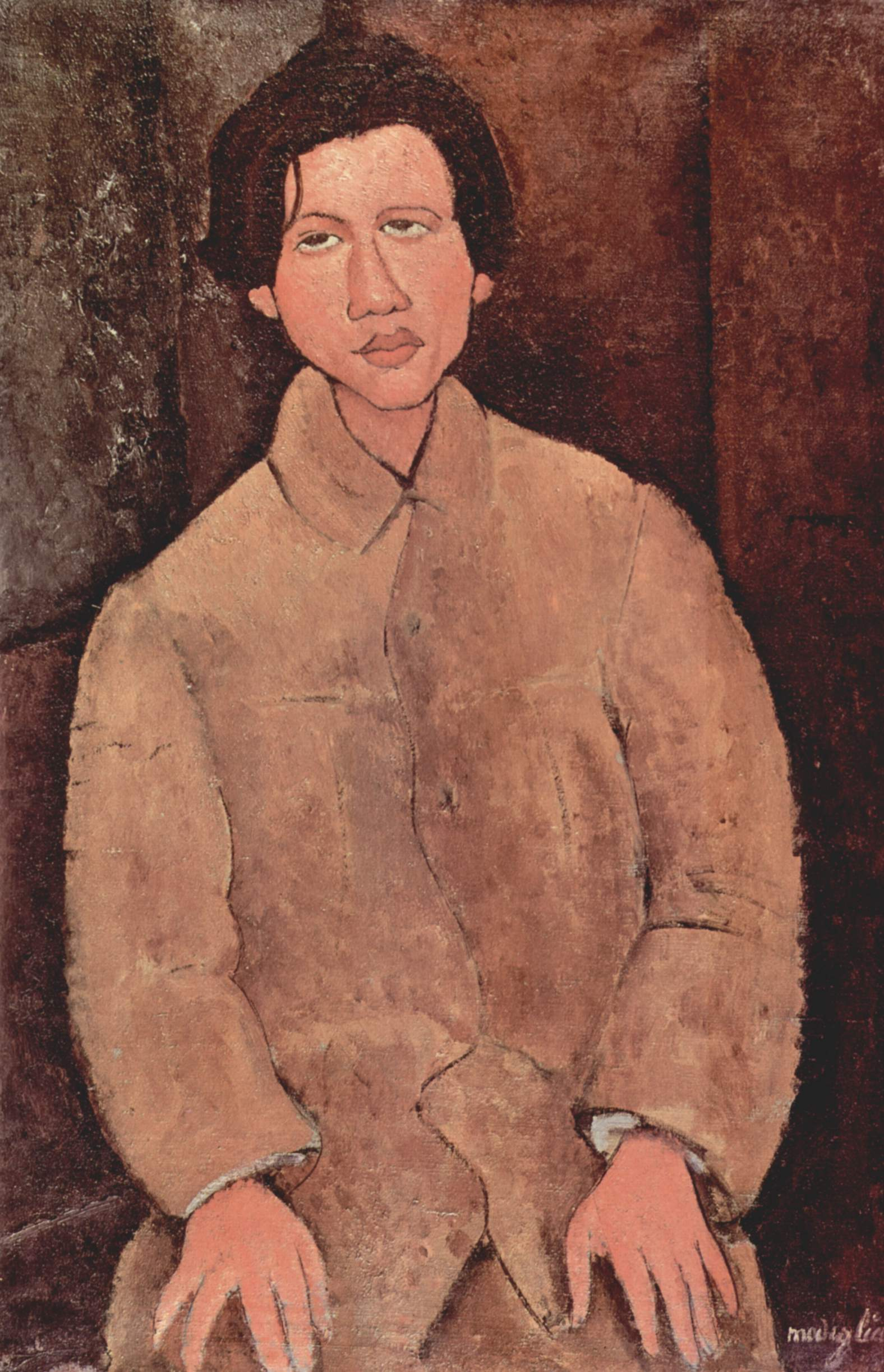
Работа Амедео Модильяни
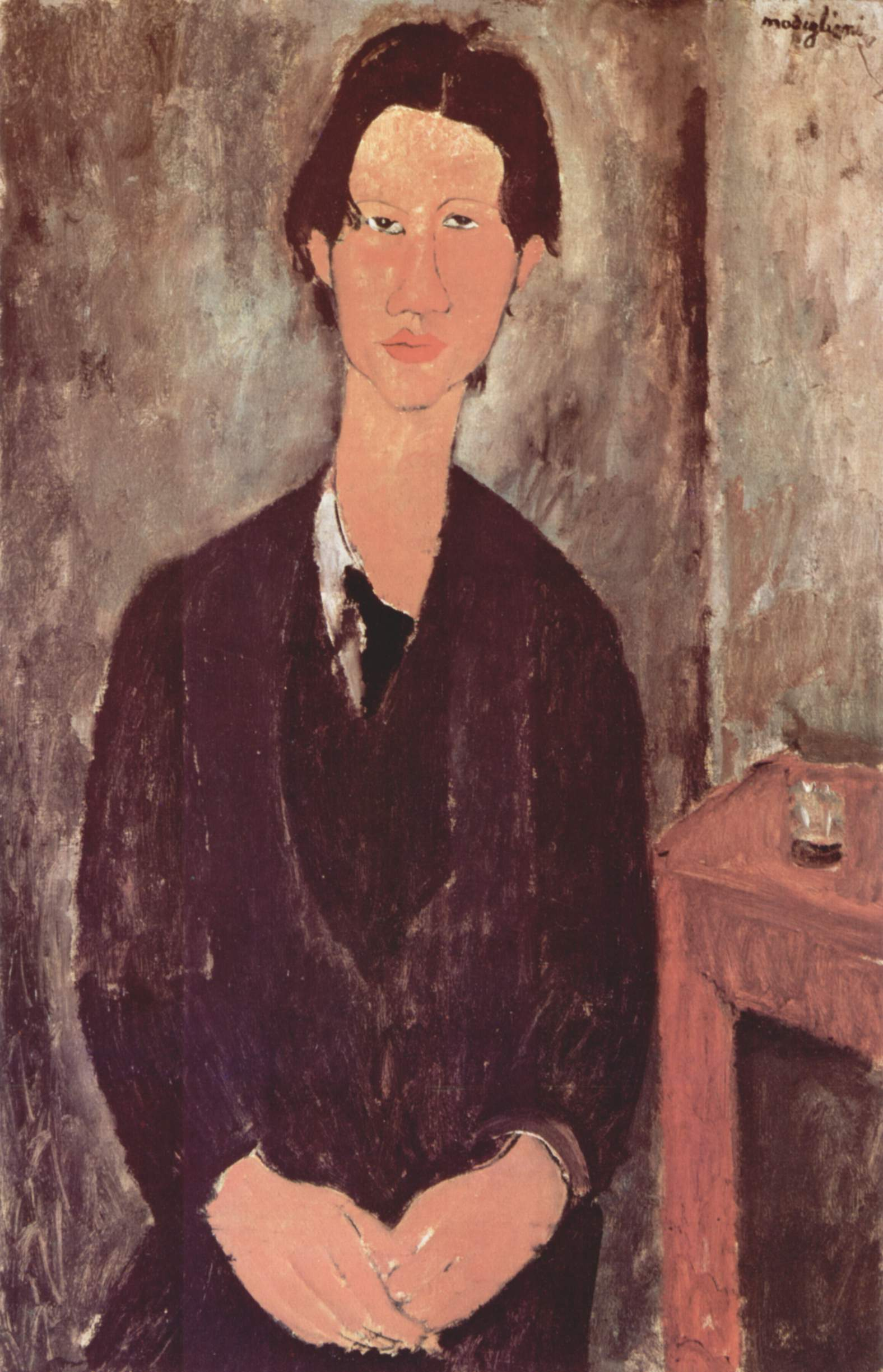
Работа Амедео Модильяни

Кроме Модильяни (Амедео рисовал Сутина не менее пяти раз) известны портреты Сутина работы Мишеля Кикоина, Маревны, Кости Терешковича, Иветты Альд, скульптуры работы Арбита Блатаса.

## Избранные работы

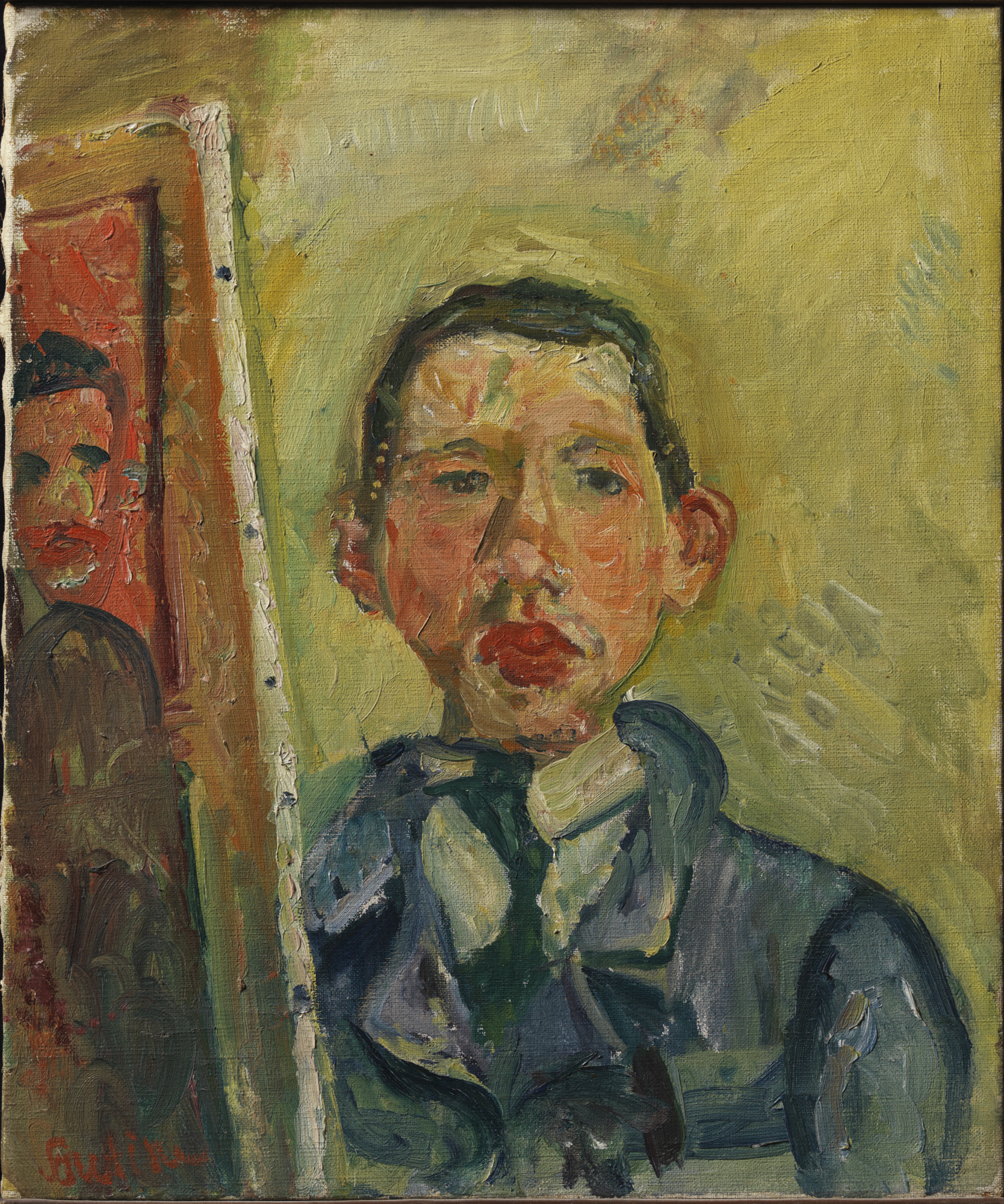
Автопортрет Хаима Сутина, 1918, масло/холст. Коллекция Генри и Роуз Перлман, в долгосрочной аренде у Музея Искусств Принстонского Университета, США.
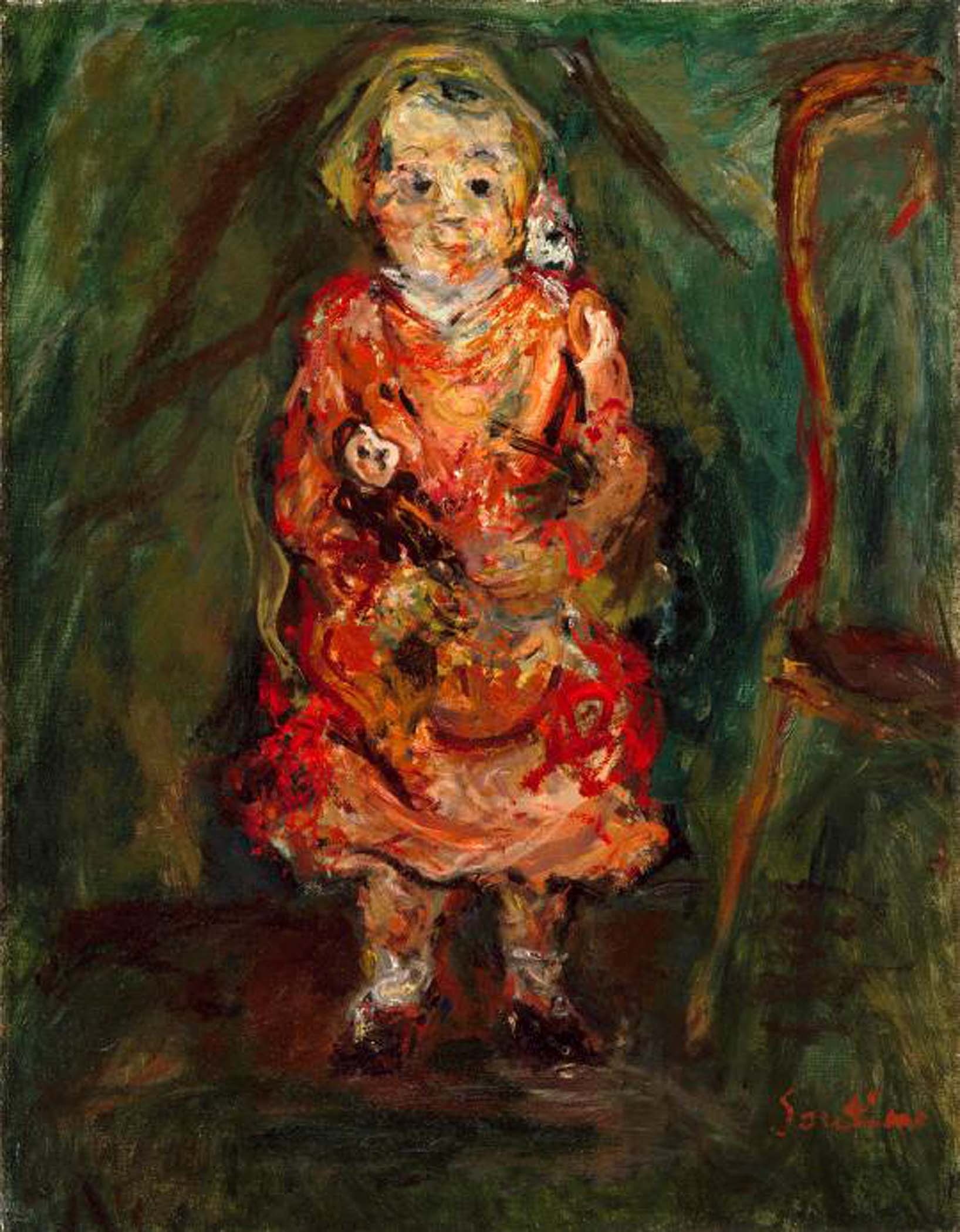
Девочка с куклой (1926–1927), масло/холст. Музей Изящных Искусств Хьюстона, США.
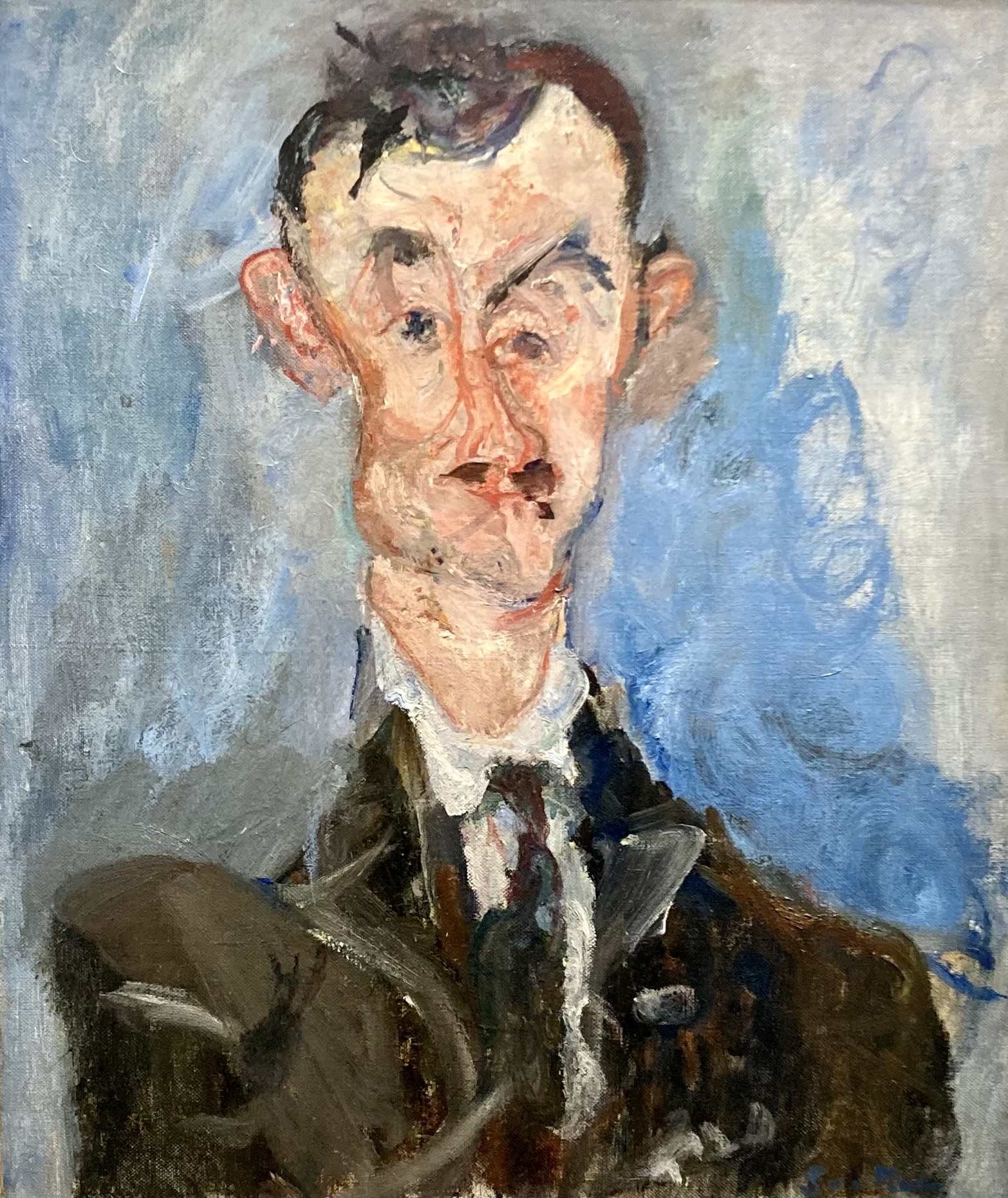
Портрет мужчины (Èmile Lejeune), 1922-1923, масло/холст. Музей Оранжери, Париж, Франция.
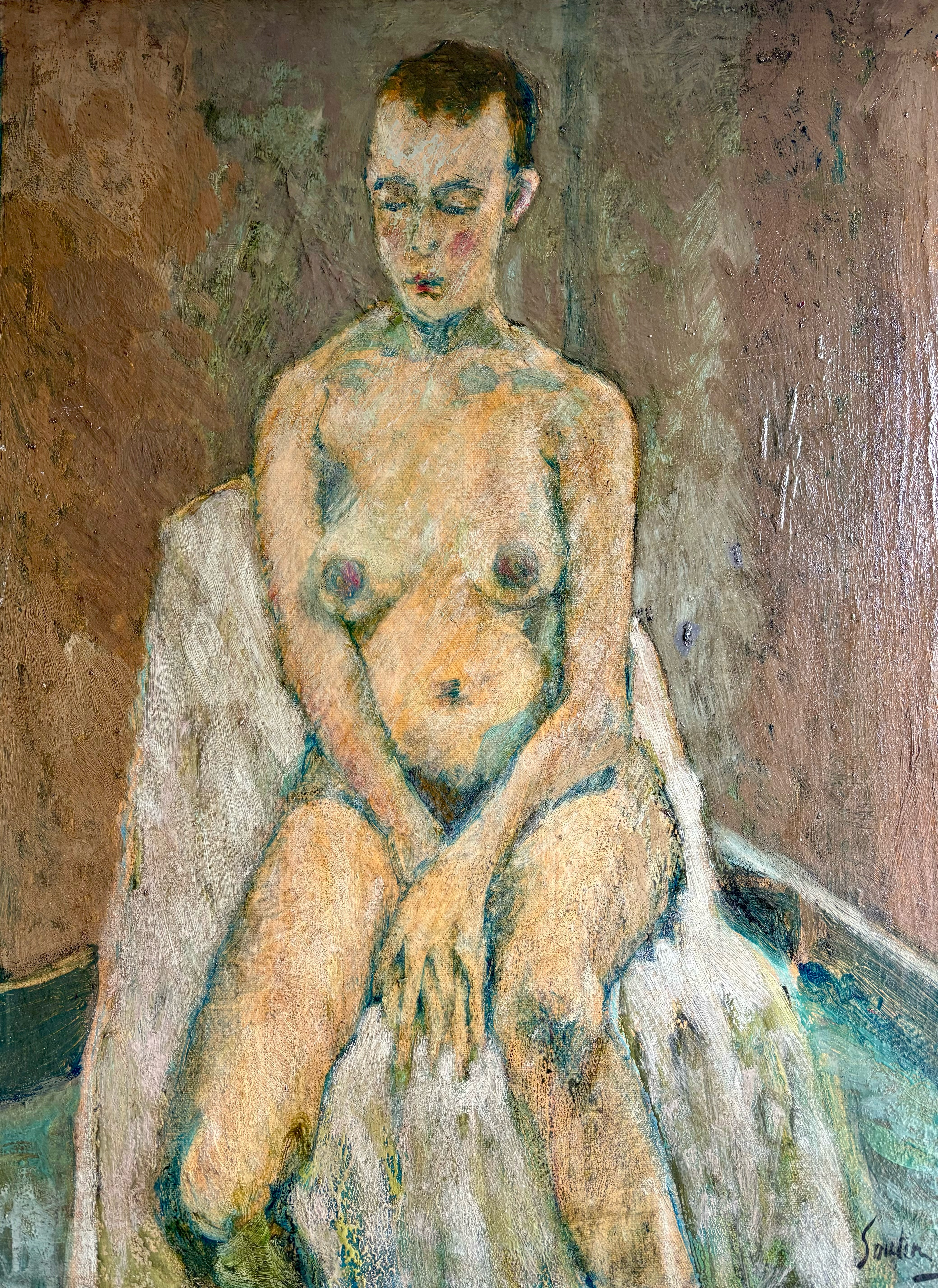
Обнаженная, 1936, масло/холст. Частное собрание.
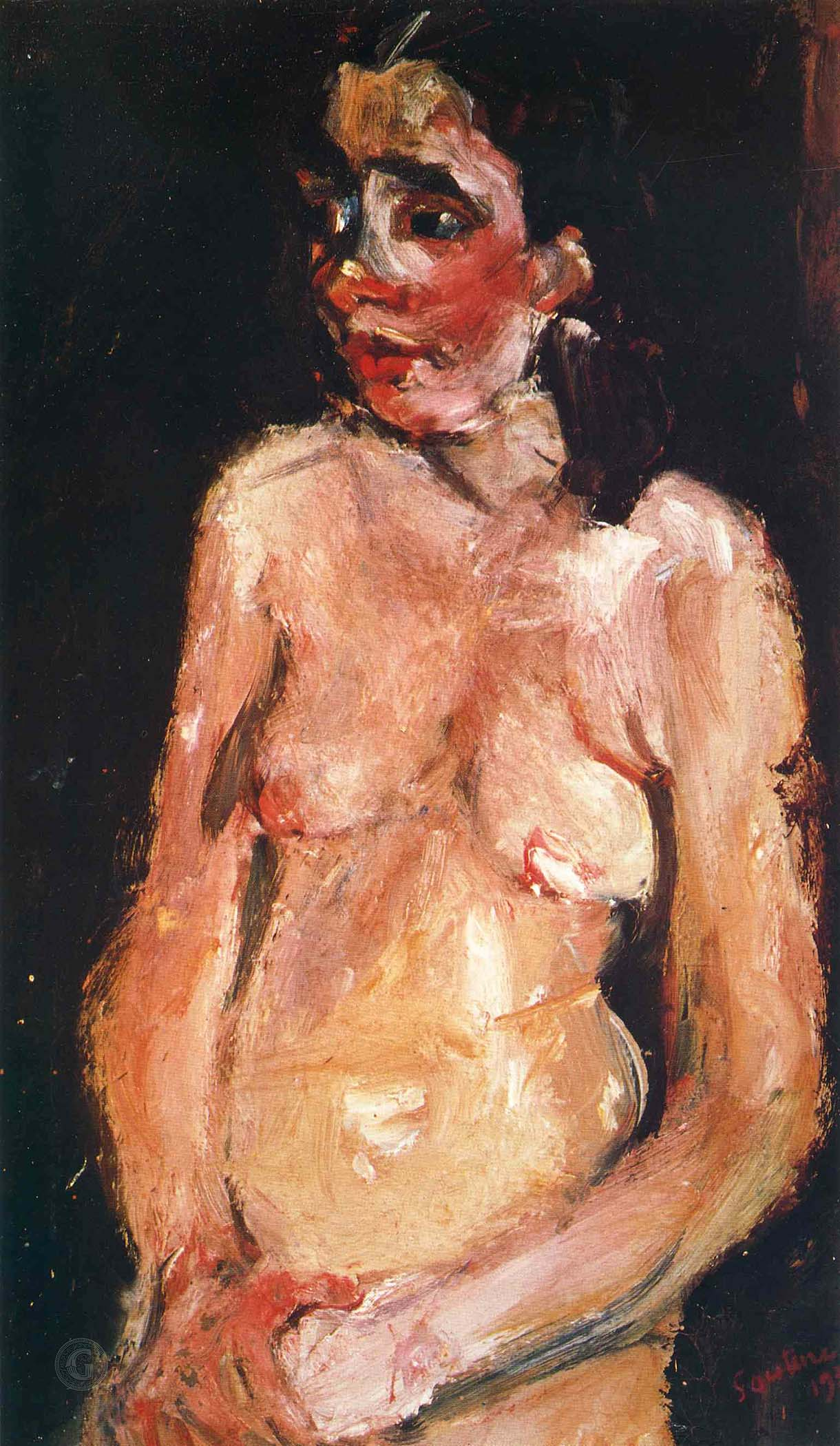
Обнаженная, 1933, масло/холст. Частное собрание.
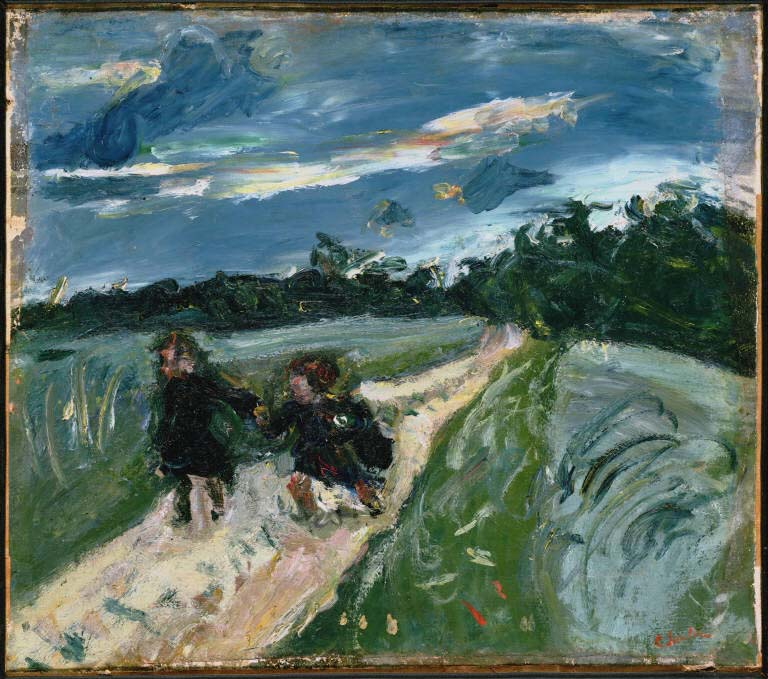
Возвращение из школы после грозы, 1939, масло/холст. The Phillips Collection, Вашингтон, США.
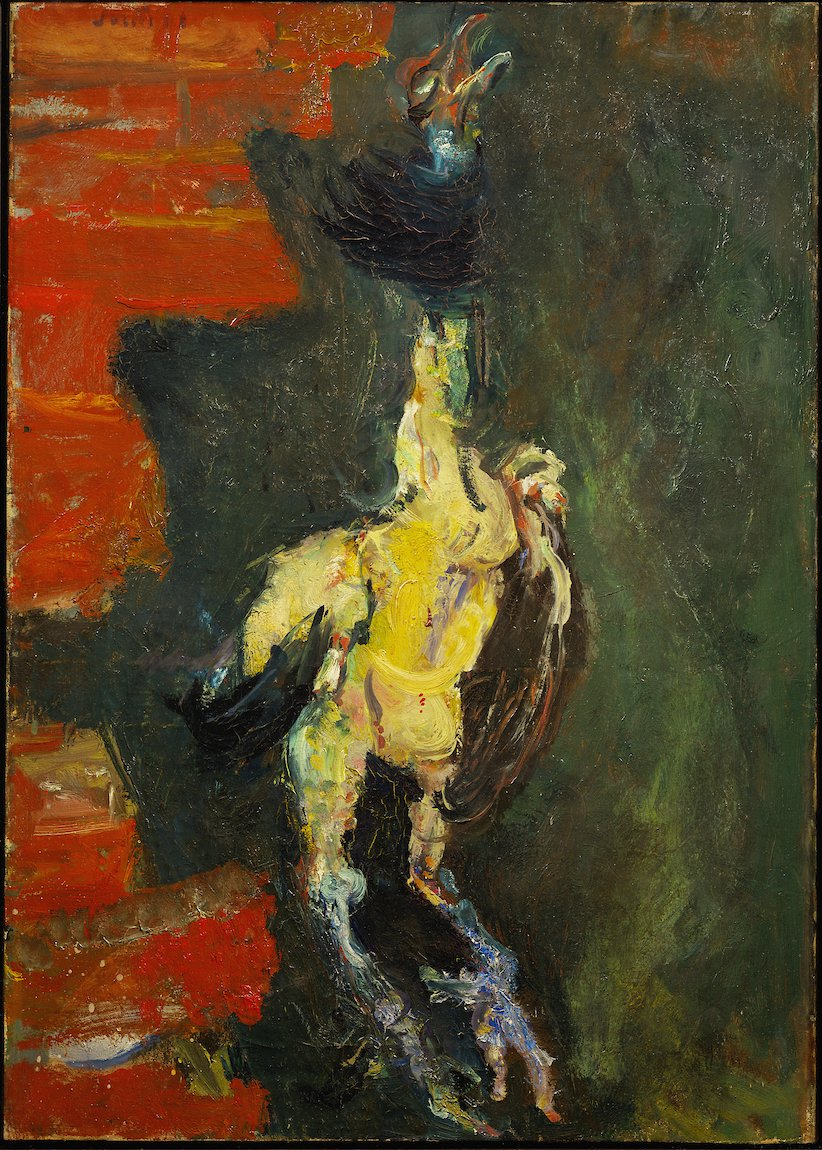
Курица, висящая перед кирпичной стеной, 1925,масло/холст. Кунстмузеум, Берн, Швейцария.
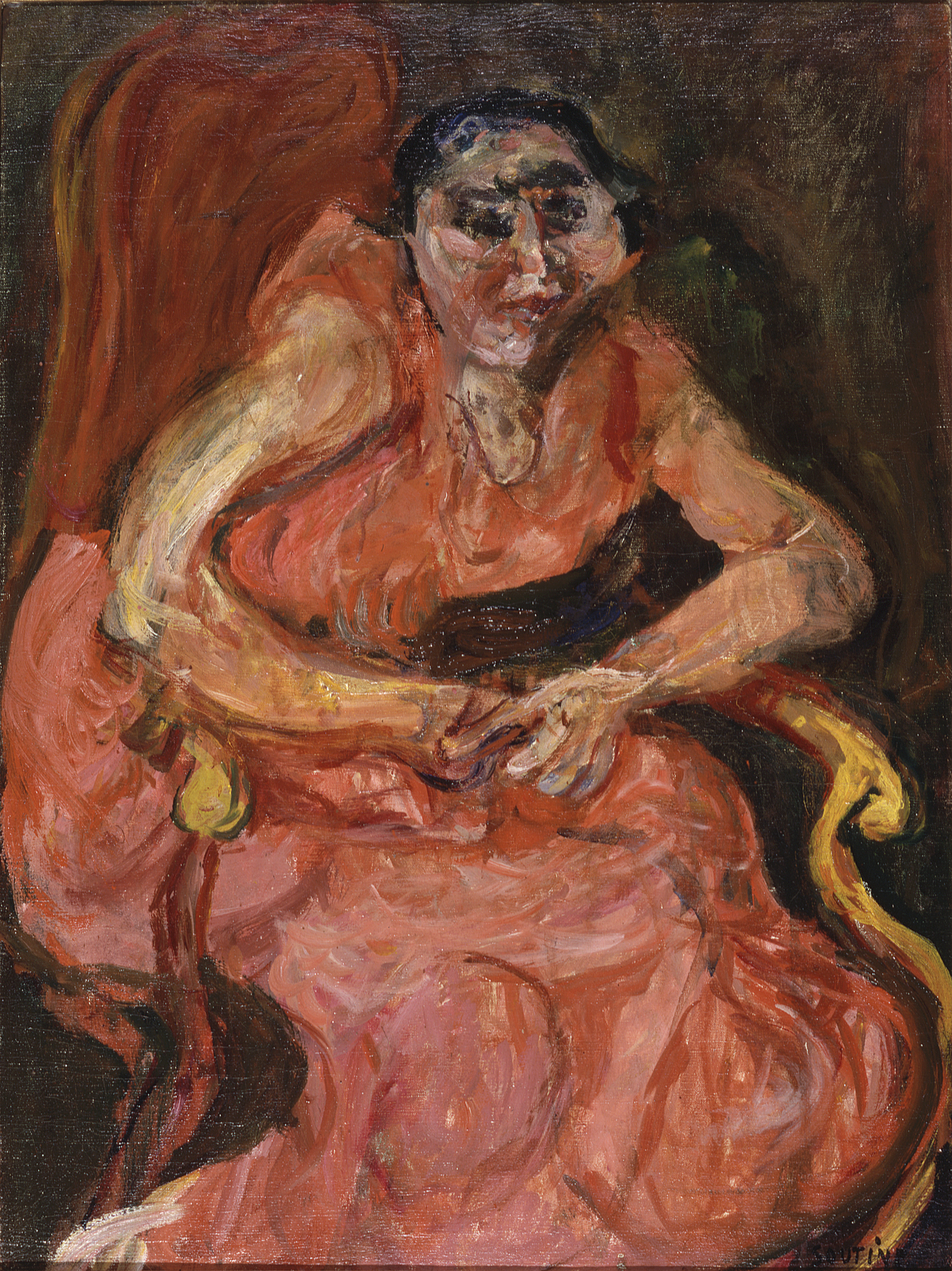
Женщина в розовом, 1924, масло/холст. Музей искусства города Сент Луис, США.

## Фильмы о Хаиме Сутине
- «Хаим Сутин. Жажда цвета», документальный фильм Олега Лукашевича (2014).
- «Неистовые модернисты» (в 3-й серии)

## В культуре
- Кожа (англ. Skin), рассказ Роальда Даля 1952 года. Хаим Сутин друг главного героя, Дриоли.